# Abietinaria compressa
Abietinaria compressa är en nässeldjursart som först beskrevs av Merezhkovskii 1878.  Abietinaria compressa ingår i släktet Abietinaria och familjen Sertulariidae. Inga underarter finns listade i Catalogue of Life.